# Ruta corsica
La ruda de Còrcega (Ruta corsica) és una planta fanerògama de la família de les rutàcies.

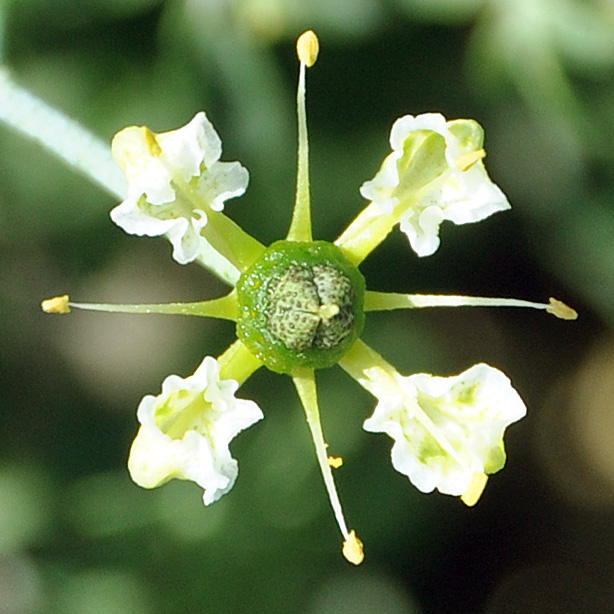
Detall de la flor

## Descripció
Planta que arriba a una grandària de 10-50 cm d'alçada. Glabra, amb les tiges principals, flexuosos. Les fulles triangulars en la seva perifèria, els folíols abovats, i les fulles inferiors peciolades. Les flors d'un color groc molt pàl·lid o blanquinós, amb bràctees petites, i els sèpals ovat-obtusos, els pètals amplament ovats, ondulats, no ciliades. Els fruits en forma de raïm allargat, amb pedicels de 2-4 vegades més llarg que la càpsula que és subglobosa, amb 4 lòbuls.

## Distribució i hàbitat
Es troba en les roques silícies de les muntanyes de Còrsega i Sardenya.

## Taxonomia
Ruta corsica va ser descrita per Augustin Pyrame de Candolle i publicat a Amoend. Acad. 3: 52 (1756)
Sinonímia
- Ruta divaricata Salzm.[1]